# Georg af Schmidt
Carl Johan Georg af Schmidt, född 31 oktober 1813 i Göta livgardes församling, Stockholm, död 8 april 1897 i Helgona församling, Södermanlands län, var en svensk friherre, militär och riksdagsman. Han var son till Georg Lars af Schmidt, far till Karl August af Schmidt och svärfar till Gösta Hallström.
af Schmidt blev 1830 student vid Uppsala universitet, där han avlade kansliexamen 1833 och examen till rättegångsverken 1835. Han blev fänrik vid Andra livgardet 1833 och vid Södermanlands regemente samma år, kammarjunkare 1835, löjtnant 1837, kapten 1848, major 1854, överstelöjtnant 1856 och överste i armén 1869. af Schmidt var överste och chef för Södermanlands regemente 1870–1879. I riksdagen var han ledamot av andra kammaren 1870–1875. af Schmidt blev riddare av Svärdsorden 1858 och kommendör av första klassen av samma orden 1878.